# Smile, Love and Spice
Smile, Love and Spice från 1994 är den svenska jazzsångerskan Viktoria Tolstoys debutalbum.

## Låtlista
1. The Masquerade is Over (Allie Wrubel/Herb Magidson) – 5:10
2. You Go to My Head (J. Fred Coots/Haven Gillespie) – 7:02
3. Remember Bill (Erik Kjellberg) – 4:17
4. Love for Sale (Cole Porter) – 4:51
5. Jim (Caesar Petrillo/Milton Samuels/Nelson Shawn) – 4:51
6. Smile, Love and Spice (Erik Kjellberg) – 3:38
7. No More (Salvatore Camarata/Bob Russell) – 3:41
8. You Let My Love Grow Old (Jessie Mae Robinson) – 3:53
9. Save Your Love for Me (Buddy Johnson) – 4:48
10. When Lights Are Low (Benny Carter/Spencer Williams) – 4:8
11. Daydream (Duke Ellington/Billy Strayhorn/John Latouche) – 5:40
12. Our Way (Erik Kjellberg) – 3:01
13. Dreams in Your Life (Erik Kjellberg) – 5:44

## Medverkande
- Viktoria Tolstoy – sång
- Tore Berglund – altsaxofon
- John Högman – tenorsaxofon
- Bosse Broberg – trumpet
- Erik Kjellberg – vibrafon
- Gösta Rundqvist – piano
- Sture Åkerberg – bas
- Martin Lövgren – trummor